# Mosambikanische Fußballnationalmannschaft (U-20-Männer)
Die mosambikanische U-20-Fußballnationalmannschaft der Männer ist die Auswahl mosambikanischer Fußballspieler der Altersklasse U-20. Sie repräsentiert die Federação Moçambicana de Futebol auf internationaler Ebene, beispielsweise in Freundschaftsspielen gegen die Auswahlmannschaften anderer nationaler Verbände, aber auch bei der U-20-Afrikameisterschaft (1979 bis 2001 in der Altersklasse U-21) des Kontinentalverbandes CAF oder der U-20-Weltmeisterschaft (1977 bis 2005 als Junioren-Weltmeisterschaft) der FIFA. Die Mannschaft konnte sich bisher nicht für Afrikameisterschaften qualifizieren und nahm daher auch noch nicht an Weltmeisterschaften teil.

## Teilnahme an Afrikameisterschaften
| U-21-Afrikameisterschaft - 1979: nicht teilgenommen - 1981: nicht teilgenommen - 1983: nicht teilgenommen - 1985: nicht qualifiziert - 1987: zurückgezogen - 1989: nicht teilgenommen - 1991: nicht teilgenommen - 1993: nicht teilgenommen - 1995: nicht teilgenommen - 1997: nicht teilgenommen - 1999: nicht qualifiziert - 2001: nicht qualifiziert | U-20-Afrikameisterschaft - 2003: nicht qualifiziert - 2005: nicht qualifiziert - 2007: nicht qualifiziert - 2009: nicht qualifiziert - 2011: nicht qualifiziert - 2013: nicht qualifiziert - 2015: nicht qualifiziert - 2017: nicht qualifiziert - 2019: nicht qualifiziert - 2021: Vorrunde - 2023: Vorrunde |

## Teilnahme an Weltmeisterschaften
| Junioren-Weltmeisterschaft - 1977: nicht qualifiziert - 1979: nicht qualifiziert - 1981: nicht qualifiziert - 1983: nicht qualifiziert - 1985: nicht qualifiziert - 1987: nicht qualifiziert - 1989: nicht qualifiziert - 1991: nicht qualifiziert - 1993: nicht qualifiziert - 1995: nicht qualifiziert - 1997: nicht qualifiziert - 1999: nicht qualifiziert - 2001: nicht qualifiziert - 2003: nicht qualifiziert - 2005: nicht qualifiziert | U-20-Weltmeisterschaft - 2007: nicht qualifiziert - 2009: nicht qualifiziert - 2011: nicht qualifiziert - 2013: nicht qualifiziert - 2015: nicht qualifiziert - 2017: nicht qualifiziert - 2019: nicht qualifiziert - 2023: nicht qualifiziert |